# Bordkante
Операция «Bordkante» («Бордюр») — серия совместных войсковых учений советских военнослужащих из Группы советских войск в Германии и военнослужащих Национальной народной армии Германии по отработке сценария быстрого овладения Западным Берлином и другими крупными немецкими городами, контролируемыми американскими, британскими и французскими войсками. Проводились в 1985—1988 годы в обстановке строжайшей секретности.

## Подготовка учений
В серии учений 1980-х годов командованием Национальной народной армии планировалась войсковая операция по овладению Западным Берлином, на случай обострения ситуации, в настоящее время известная под кодовым названием «Bordkante». Планом учений предполагалось, что американские, английские и французские оккупационные силы были сокращены во всех, без исключения, крупных немецких городах до уровня бригады. Местом проведения операций «Bordkante-85» и «Bordkante-86» стал Магдебург, но для «Bordkante-89», — учений, которые так и не были проведены, — должен был стать Лейпциг и его окрестности). Состав участвующих в операции сил оставался стабильным: Ядро составляла 1-я мотопехотная дивизия и части Центрального командования погранвойск ГДР. Таков, к примеру, был их состав во время «Bordkante-85». Помимо первой Мотострелковой дивизии и погранчастей «Центр» в учениях впервые принимали участие десантники 40-го парашютно-десантного батальона и бойцы советской 6-й отдельной мотострелковой бригады. Местом проведения операции был назначен Магдебург, разделённый на две части вдоль Эльбы, планом операции предусматривалось, что противостоять объединённым советско-немецким силам будут одна американская, одна британская и одна французская бригады. В рамках режима секретности, ко всем номерам частей было прибавлено +20, и в оперативных документах значятся не 1-я, а 21-я мотопехотная дивизия, 60-й парашютно-десантный батальон и 26-я мотострелковая бригада соответственно.

## Замысел учений
План учений «Bordkante» предполагал задействовать силы Национальной народной армии, в частности её Особой берлинской группировки, немецких пограничных войск, народной полиции, а также советские войска (6-ю отдельную мотострелковую бригаду) на территории Западного Берлина в экстренной ситуации. План учений разрабатывался совместными усилиями армейских штабов и Министерства государственной безопасности ГДР.